# メリンダとメリンダ
『メリンダとメリンダ』（Melinda and Melinda）は、ウディ・アレン監督・脚本による2004年の映画。

## キャスト
| 役名         | 俳優                           | 日本語吹替 |
| ------------ | ------------------------------ | ---------- |
| メリンダ     | ラダ・ミッチェル               | 坪井木の実 |
| ローレル     | クロエ・セヴィニー             | 篠原恵美   |
| リー         | ジョニー・リー・ミラー         |            |
| ホビー       | ウィル・フェレル               | 松本大     |
| エリス       | キウェテル・イジョフォー       | 山野井仁   |
| スーザン     | アマンダ・ピート               | 日野由利加 |
| サイ         | ウォーレス・ショーン           |            |
| ジョアン     | シャロム・ハーロウ             |            |
| グレッグ     | ジョシュ・ブローリン           |            |
| ウォルト     | スティーヴ・カレル             |            |
| キャシー     | ブルック・スミス               |            |
| ジェニファー | クリスティナ・カーク           |            |
| バド         | ジェフリー・ノーフツ           |            |
| ビリー       | ダニエル・サンジャタ           |            |
| スティーヴ   | デヴィッド・アーロン・ベイカー |            |

## サウンドトラック
詳細はMelinda and Melinda (soundtrack)を参照

## 評価
レビュー・アグリゲーターのRotten Tomatoesでは158件のレビューで支持率は51%、平均点は5.70/10となった。Metacriticでは40件のレビューを基に加重平均値が54/100となった。